# Shahrestān-e Kāmyārān
Shahrestān-e Kāmyārān (persiska: شَهرِستانِ كامياران) är en delprovins (shahrestan) i Iran.   Den ligger i provinsen Kurdistan, i den nordvästra delen av landet, 400 km väster om huvudstaden Teheran.
Delprovinsen hade 102 856 invånare 2016.